# Yūka Momiki
Yūka Momiki (jap. 籾木 結花, Momiki Yūka; * 9. April 1996 in New York City) ist eine japanische Fußballspielerin.

## Karriere
Momiki begann ihre Profikarriere 2011 bei Nippon TV Beleza in der japanischen Nadeshiko League. In ihrer Zeit dort gewann sie mehrfach die japanische Meisterschaft sowie den Kaiserpokal und den Ligapokal. 2020 wechselte sie zu OL Reign in die US-amerikanische National Women’s Soccer League (NWSL). Während ihrer Zeit dort wurde sie mehrfach an den schwedischen Klub Linköpings FC ausgeliehen, bevor sie 2022 fest nach Schweden wechselte. Im Januar 2024 unterschrieb Momiki einen 18-Monats-Vertrag beim englischen Erstligisten Leicester City W.F.C. Sie kam vom schwedischen Verein Linköpings FC und wurde als erfahrene Offensivkraft verpflichtet.

### Nationalmannschaft
Mit der japanischen U-17-Nationalmannschaft qualifizierte sie sich für die U-17-Fußball-Weltmeisterschaft der Frauen 2012. Mit der japanischen U-20-Nationalmannschaft qualifizierte sie sich für die U-20-Fußball-Weltmeisterschaft der Frauen 2016.
Momiki wurde 2017 in den Kader der japanischen Nationalmannschaft berufen und kam bei der Algarve-Cup 2017 zum Einsatz. Sie wurde in den Kader der Asienspiele 2018 berufen. Insgesamt bestritt sie 21 Länderspiele für Japan.
Sie nahm an der Weltmeisterschaft 2019 teil und war Teil des Kaders bei den Olympischen Spielen 2020 in Tokio. Im Februar 2025 erzielte sie beim 2:1-Sieg gegen die USA im SheBelieves Cup das Führungstor und trug somit maßgeblich zum ersten Turniersieg Japans bei.

## Errungene Titel

### Mit der Nationalmannschaft
- Asienspielen: 2018
- SheBelieves Cup: 2025
- EAFF E-1 Football Championship: Most Brave Player 2019

### Mit Vereinen
- Nihon Joshi Soccer League: 2015, 2016, 2017, 2018